# Попово (Ямболская область)
Попово (болг. Попово) — село в Болгарии. Находится в Ямболской области, входит в общину Болярово. Население составляет 360 человек.

## Политическая ситуация
В местном кметстве Попово, в состав которого входит Попово, должность кмета (старосты) исполняет Ангел Димитров Апостолов (Болгарская социалистическая партия (БСП)) по результатам выборов правления кметства.
Кмет (мэр) общины Болярово — Христо Димитров Христов (Болгарская социалистическая партия (БСП)) по результатам выборов в правление общины.